# Clémence Poésy
Clémence Poésy (L'Haÿ-les-Roses, 30 oktober 1982) is een Franse actrice.
Ze speelde de rol van Fleur Delacour in de film Harry Potter en de Vuurbeker. Op de leeftijd van 17 jaar begon ze met acteren in de film Petite Soeur. Ze begon met acteren omdat haar vader een theaterdirecteur en acteur was. Haar moeder was lerares Frans. Tevens is ze te zien als Eva, de vriendin van Chuck Bass, in het vierde seizoen van de televisieserie Gossip Girl.

## Filmografie

### Film
- Un hiver en été (2022)
- Tenet (2020)
- Resistance (2020)
- Le milieu de l'horizon (2019)
- Tito e gli anieni (2017)
- Final Portrait (2017)
- Demain tout commence (2016)
- 7 minuti (2016)
- The Ones Below (2015)
- Le grand jeu (2015)
- GHB: To Be or Not to Be (2014)
- Métamorphoses (2014)
- Mr. Morgan's Last Love (2013)
- Birdsong (2012)
- Harry Potter en de Relieken van de Dood deel 2 (2011)
- Jeanne Captive (2011)
- Harry Potter en de Relieken van de Dood deel 1 (2010)
- Lullaby for Pi (2010)
- 127 Hours (2010)
- Pièce montée (2009)
- Heartless (2009)
- La troisième partie du monde (2008)
- In Bruges (2008)
- Blanche (2008)
- Le dernier gang (2007)
- Sans Moi (2007)
- Le Grand Meaulnes (2006)
- Les amants du Flore (2006)
- Harry Potter en de Vuurbeker (2005)
- Les Animaux Domestiques (2004)
- Gunpowder, Treason and Plot (2004)
- Bienvenue chez les Rozes (2003)
- Carnets d'ados - La vie quand même (2003)
- Olgas Sommer (2002)
- Tania Boréalis ou L'étoile d'un été (2001)
- Petite Soeur (2001)

### Televisie
- The Walking Dead: Daryl Dixon (2023-2024)
- The Essex Serpent (2022)
- En thérapie (2021-2022)
- Genius (2018)
- The Tunnel (2013-2018)
- The Hollow Crown (2012)
- Birdsong (2012)
- Gossip Girl (2010)
- War and Peace (2005)
- Reveations (2005)
- Les Momos (2000)
- Un homme en colère (1999)